# Герб регіону Прованс — Альпи — Лазурний Берег
Герб Прованс — Альпи — Лазурний Берег — герб регіону на південному сході Франції, що межує з Італією та Монако.